# Montivipera bulgardaghica
Montivipera bulgardaghica — вид ядовитых змей семейства гадюковых. Эндемик Турции.

## Внешний вид
Длина тела в среднем 50—60 см, максимальная длина до 78 см. Основная окраска серо-коричневая с рисунком на спине из тёмных, прямоугольных пятен. По бокам тела маленькие и круглые тёмные пятна. Брюшная сторона серого цвета. Зрачки вертикальные. Самки крупнее самцов.

## Распространение
Гадюка встречается только в горах Булгар-Даг в провинции Нигде на юге Турции. Она предпочитает горные луга с травянистой растительностью на высоте от 2100 до 2700 м над уровнем моря.

## Образ жизни
Об образе жизни змеи известно мало. Питается мелкими млекопитающими (мышами, крысами). Яйцеживородящая.